# Paredes de Buitrago (municipio)
Paredes de Buitrago fue un antiguo municipio de la provincia de Madrid (España) que desapareció en 1975 al ser fusionado con los municipios de Mangirón y Serrada de la Fuente para crear el municipio de Puentes Viejas. 
La localidad de Mangirón retuvo la sede municipal del nuevo municipio. Paredes de Buitrago contaba con 266 habitantes según el censo de 1970.
- Datos: Q6061635